# نصرت غوكشيه
نصرت غوكشيه (بالتركية: Nusret Gökçe)‏ (يعرف أيضًا بـشيف الملح) هو شيف وقَصّاب كُرديّ تركي، من مواليد 1983 من أرضروم، يمتلك سلسلة مطاعم شرائح اللحم ستيك هاوس الفاخرة. أصبح أسلوبه في تحضير اللحوم وتوابلها ميم على الإنترنت. مما حقق له شهرة عبر مواقع التواصل الاجتماعي وقد جذب إلى مطعمه العديد من مشاهير السياسة والرياضة والفن.

## مسيرته
بدأت شهرة نصرت من خلال الإنترنت في يناير 2017، من خلال فيديوهات يظهر بطريقة تقطيع اللحم الفريدة، ليكون بذلك أول ميم إنترنت في سنة 2017. بعد بدايته البسيطة كعامل في أحد المطاعم، أنشأ أول مطعم له في إسطنبول سنة 2010، ثم فرع آخر في دبي سنة 2012، وفرعٌ آخر في أبوظبي بعد عام.
بحلول عام 2020، أصبح للمطعم فروع في أبو ظبي ودبي في الإمارات العربية المتحدة؛ الدوحة في قطر؛ أنقرة وبودروم واسطنبول ومارماريس في تركيا؛ جدة في المملكة العربية السعودية؛ ميكونوس في اليونان؛ ميامي ونيويورك وبوسطن ودالاس في الولايات المتحدة.
وفي شهر نوفمبر من العام 2021م افتتح الشيف التركي الفرع رقم 28 والأول له بالرياض داخل مجمع يو ووك